# Campeonato Europeu de Atletismo em Pista Coberta de 2011 - 60 m feminino
A prova dos 60 metros feminino do Campeonato Europeu de Atletismo em Pista Coberta de 2011 foi disputada entre 5 e 6 de março de 2011 na AccorHotels Arena em Paris, França.

## Recordes
Antes desta competição, os recordes mundiais e do campeonato nesta prova eram os seguintes:
|                       | Nome            | Nacionalidade | Tempo | Local | Data                                           |
| --------------------- | --------------- | ------------- | ----- | ----- | ---------------------------------------------- |
| Recorde mundial       | Irina Privalova | Rússia        | 6s 92 | Madri | 11 de fevereiro de 1993 9 de fevereiro de 1995 |
| Recorde do campeonato | Nelli Cooman    | Países Baixos | 7s 00 | Madri | 23 de fevereiro de 1986                        |
| Recorde europeu       | Irina Privalova | Rússia        | 6s 92 | Madri | 11 de fevereiro de 1993 9 de fevereiro de 1995 |

## Medalhistas
| Ouro               | Prata                | Bronze                 |
| Olesja Povch (UKR) | Marija Rjemjen (UKR) | Ezinne Okparaebo (NOR) |

## Resultados

### Bateria
Qualificação: 3 atletas de cada bateria  (Q) mais os  4 melhores qualificados (q).  
Bateria 1
| Posição. | Raia | Atleta            | Nacionalidade | Reação | Tempo | Notas |
| -------- | ---- | ----------------- | ------------- | ------ | ----- | ----- |
| 1        | 3    | Ezinne Okparaebo  | Noruega       | 0.170  | 7.21  | Q     |
| 2        | 6    | Véronique Mang    | França        | 0.174  | 7.27  | Q     |
| 3        | 7    | Manuela Levorato  | Itália        | 0.223  | 7.34  | Q     |
| 4        | 4    | Digna Luz Murillo | Espanha       | 0.184  | 7.35  | q     |
| 5        | 5    | Tanja Mitic       | Sérvia        | 0.193  | 7.42  |       |
| 6        | 2    | Sara Strajnar     | Eslovênia     | 0.146  | 7.49  |       |

Bateria 2
| Posição. | Raia | Atleta            | Nacionalidade | Reação | Tempo | Notas |
| -------- | ---- | ----------------- | ------------- | ------ | ----- | ----- |
| 1        | 5    | Olesja Povch      | Ucrânia       | 0.147  | 7.18  | Q     |
| 2        | 6    | Georgia Kokloni   | Grécia        | 0.188  | 7.28  | Q     |
| 3        | 4    | Lina Grinčikaitė  | Lituânia      | 0.211  | 7.28  | Q,    |
| 4        | 7    | Dafne Schippers   | Países Baixos | 0.214  | 7.30  | q     |
| 5        | 2    | Andreea Ograzeanu | Roménia       | 0.204  | 7.50  |       |
| 6        | 8    | Sandra Parlov     | Croácia       | 0.172  | 7.60  |       |
| 7        | 3    | Diane Borg        | Malta         | 0.174  | 7.69  |       |

Bateria 3
| Posição. | Raia | Atleta          | Nacionalidade | Reação | Tempo | Notas |
| -------- | ---- | --------------- | ------------- | ------ | ----- | ----- |
| 1        | 4    | Chrystyna Stuj  | Ucrânia       | 0.207  | 7.27  | Q,    |
| 2        | 3    | Myriam Soumaré  | França        | 0.227  | 7.27  | Q     |
| 3        | 2    | Jodie Williams  | Reino Unido   | 0.194  | 7.31  | Q     |
| 4        | 6    | Ailis McSweeney | Irlanda       | 0.191  | 7.38  | q     |
| 5        | 5    | Lena Berntsson  | Suécia        | 0.201  | 7.45  |       |
| 6        | 7    | Nina Kovačič    | Eslovênia     | 0.175  | 7.49  |       |

Bateria 4
| Posição. | Raia | Atleta             | Nacionalidade | Reação | Tempo | Notas |
| -------- | ---- | ------------------ | ------------- | ------ | ----- | ----- |
| 1        | 6    | Marija Rjemjen'    | Ucrânia       | 0.210  | 7.17  | Q     |
| 2        | 2    | Bernice Wilson     | Reino Unido   | 0.177  | 7.30  | Q     |
| 3        | 4    | Sónia Tavares      | Portugal      | 0.168  | 7.36  | Q,    |
| 4        | 5    | Inna Eftimova      | Bulgária      | 0.226  | 7.37  | q     |
| 5        | 3    | Katerina Cechova   | Chéquia       | 0.201  | 7.42  |       |
| 6        | 7    | Amparo María Cotan | Espanha       | 0.212  | 7.46  |       |

### Semifinal
Qualificação: classificaram-se  os 4 melhores de cada bateria (Q). 
Semifinal 1
| Posição. | Raia | Atleta           | Nacionalidade | Reação | Tempo | Notas |
| -------- | ---- | ---------------- | ------------- | ------ | ----- | ----- |
| 1        | 5    | Marija Rjemjen'  | Ucrânia       | 0.234  | 7.16  | Q     |
| 2        | 4    | Véronique Mang   | França        | 0.146  | 7.20  | Q     |
| 3        | 3    | Chrystyna Stuj   | Ucrânia       | 0.217  | 7.22  | Q,    |
| 4        | 7    | Lina Grinčikaitė | Lituânia      | 0.194  | 7.27  | Q,    |
| 5        | 6    | Bernice Wilson   | Reino Unido   | 0.198  | 7.28  |       |
| 6        | 2    | Dafne Schippers  | Países Baixos | 0.170  | 7.30  |       |
| 7        | 1    | Ailis McSweeney  | Irlanda       | 0.161  | 7.34  |       |
| 8        | 8    | Sónia Tavares    | Portugal      | 0.183  | 7.40  |       |

Semifinal 2
| Posição. | Raia | Atleta            | Nacionalidade | Reação | Tempo | Notas           |
| -------- | ---- | ----------------- | ------------- | ------ | ----- | --------------- |
| 1        | 5    | Olesja Povch      | Ucrânia       | 0.178  | 7.13  | Q, =            |
| 2        | 6    | Myriam Soumaré    | França        | 0.202  | 7.18  | Q,              |
| 3        | 4    | Ezinne Okparaebo  | Noruega       | 0.161  | 7.20  | Q               |
| 4        | 8    | Jodie Williams    | Reino Unido   | 0.157  | 7.21  | Q,              |
| 5        | 3    | Georgia Kokloni   | Grécia        | 0.216  | 7.23  | Recorde pessoal |
| 6        | 1    | Inna Eftimova     | Bulgária      | 0.178  | 7.32  |                 |
| 7        | 7    | Manuela Levorato  | Itália        | 0.163  | 7.34  |                 |
| 8        | 2    | Digna Luz Murillo | Espanha       | 0.173  | 7.36  |                 |

### Final
A final foi realizada às 16:40 no dia 6 de março de 2011.  
| Posição.          | Raia | Atleta           | Nacionalidade | Reação | Tempo | Notas           |
| ----------------- | ---- | ---------------- | ------------- | ------ | ----- | --------------- |
| Medalha de ouro   | 6    | Olesja Povch     | Ucrânia       | 0.156  | 7.13  | =               |
| Medalha de prata  | 3    | Marija Rjemjen'  | Ucrânia       | 0.222  | 7.15  | =               |
| Medalha de bronze | 7    | Ezinne Okparaebo | Noruega       | 0.152  | 7.20  |                 |
| 4                 | 2    | Jodie Williams   | Reino Unido   | 0.156  | 7.21  | =               |
| 5                 | 8    | Chrystyna Stuj   | Ucrânia       | 0.196  | 7.21  | Recorde pessoal |
| 6                 | 4    | Véronique Mang   | França        | 0.151  | 7.22  |                 |
| 7                 | 5    | Myriam Soumaré   | França        | 0.195  | 7.24  |                 |
| –                 | 1    | Lina Grinčikaitė | Lituânia      |        | DNS   |                 |

Legenda
| Recorde mundial       | Recorde mundial (World record)               |                       | Recorde africano                      | Recorde africano (African) |                                           | Q | Classificado por posição (Qualified) |
| Recorde do campeonato | Recorde do campeonato (Championship record)  | Recorde da América    | Recorde da América (Americas)         | q                          | Classificado por melhor tempo (Qualified) |   |                                      |
| Melhor marca do ano   | Melhor marca do ano (World leading)          | Recorde asiático      | Recorde asiático (Asian)              | DNS                        | Não largou (Did not start)                |   |                                      |
| Recorde nacional      | Recorde nacional (National record)           | Recorde europeu       | Recorde europeu (European)            | DNF                        | Não terminou (Did not finish)             |   |                                      |
| Recorde pessoal       | Recorde pessoal do atleta (Personal best)    | Recorde da Oceania    | Recorde da Oceania (Oceania)          | DSQ / DQ                   | Desclassificado (Disqualified)            |   |                                      |
| Recorde da temporada  | Recorde da temporada do atleta (Season best) | Recorde sul-americano | Recorde sul-americano (South America) | NM                         | Sem marca (No mark)                       |   |                                      |